# كلير رن
كلير رن (بالإنجليزية: Clare Wren)‏ هي ممثلة أمريكية، ولدت في 4 مايو 1962 في نيو أورلينز في الولايات المتحدة.

## وصلات خارجية
- كلير رن على موقع IMDb (الإنجليزية)
- كلير رن على موقع قاعدة بيانات الفيلم (الإنجليزية)